# صموئيل وارد (مصرفي)
صموئيل وارد (بالإنجليزية: Samuel Ward)‏ هو مصرفي أمريكي، ولد في 1 مايو 1786 في نيويورك في الولايات المتحدة، وتوفي بنفس المكان في 27 نوفمبر 1839.